# РПГ-29
РПГ-29 «Вампир» (ТКБ-0175, индекс ГРАУ — 6Г20) — советский ручной противотанковый гранатомёт. Это оружие мотострелкового отделения для поражения всех видов танков, бронированной и небронированной техники, а также живой силы в оборонительных сооружениях различного типа.

## Описание
Калибр — 105 миллиметров, дальность стрельбы — до 500 метров. Длина в походном положении — 1 метр, в боевом — 1,85 метра. Оснащён оптическим прицелом для стрельбы в дневное время и прибором ночного видения для стрельбы ночью (1ПН110), а также сошкой для упора при стрельбе лёжа. Вес неснаряженного гранатомета — 12,1 кг, вес гранаты — 6,7 кг.
Предназначен для борьбы с современными основными боевыми танками, оснащёнными бортовыми экранами и динамической защитой.
Основными боеприпасами РПГ-29 являются выстрелы типа ПГ-29В. Это тандемные боеприпасы с двумя расположенными одна за другой кумулятивными боевыми частями. Передняя боевая часть калибром 64 миллиметра обеспечивает пробитие защитных экранов и динамической брони, основная, калибром 105 миллиметров, поражает непосредственно броню боевой машины. Бронепробиваемость — 650 мм за динамической защитой.
Помимо этого, может использоваться термобарический выстрел ТБГ-29В для борьбы с живой силой противника.
Интересно то обстоятельство, что это единственное советское пехотное оружие с «агрессивным» названием, хотя изначально подразумевалось очередное «природное» наименование в честь одноимённой летучей мыши Большой кровосос вида Desmodus Rotundus.
РПГ-29 имеет недостаток — дымный след летящего к цели заряда, по которому можно выследить и уничтожить стрелка. На этот случай РПГ-29 имеет функцию «холодного запуска», позволяющую избавиться от дыма при выстреле.
Принят на вооружение Советской Армии в 1989 году.

## Страны-эксплуатанты
- Вьетнам — принят на вооружение под наименованием SСT-29[4]
- Казахстан — на вооружении по состоянию на 2016 год.
- Россия — на вооружении, по состоянию на 2016 год[5].
- Сирия — на вооружении, по состоянию на 2016 год[6].
- Мексика - на вооружении, по состоянию на 2019 год.